# Atractelmis wawona
Atractelmis wawona är en skalbaggsart som beskrevs av Chandler 1954. Atractelmis wawona ingår i släktet Atractelmis och familjen bäckbaggar. Inga underarter finns listade i Catalogue of Life.